# Пекинска опера
Пекинска опера (на традиционен китайски: 京劇, на опростен китайски: 京剧, на пинин: Jīngjù) е вид традиционен китайски театър, който съчетава музика, песни, пантомима, танци и акробатика.
Възниква в края на 18 век, но достига разцвета си и получава признание в средата на 19 век. Пекинската опера се радва на особена популярност в двора на династията Цин (17-20 век); на нея се гледа като на едно от културните богатства в Китай. Най-големите трупи са на север в Пекин и Тиендзин и в Шанхай, на юг.
Този вид изкуство получава популярност и в Тайван, а по-късно и в други държави като САЩ и Япония.
Пекинската опера включва 4 основни вида изпълнители. Трупите често имат по няколко изпълнители от различните разновидности, както и по няколко второстепенни третостепенни изпълнители.